# Scelio nisa
Scelio nisa är en stekelart som beskrevs av Mikhail Vasilievich Kozlov 1972. Scelio nisa ingår i släktet Scelio och familjen Scelionidae. Inga underarter finns listade i Catalogue of Life.